# هانس اشنایدر
هانس اشنایدر (آلمانی: Hans Schneider; ۲۱ اکتبر ۱۹۰۹ – ۱۹ ژوئیهٔ ۱۹۷۲) بازیکن واترپلو اهل آلمان بود.